# Franz Werner
Franz Werner (22. dubna 1881 Kummer – 15. února 1947 Praha) byl československý politik německé národnosti a senátor Národního shromáždění ČSR za Sudetoněmeckou stranu (SdP), po válce popraven.

## Biografie
Po parlamentních volbách v roce 1935 získal za Sudetoněmeckou stranu senátorské křeslo v Národním shromáždění. Mandát nabyl až dodatečně roku 1936 jako náhradník poté, co zemřel senátor Karl Michler. V senátu setrval do října 1938, kdy jeho mandát zanikl v důsledku změn hranic Československa.
Profesí byl dle údajů k roku 1936 obchodníkem ve Varnsdorfu.
Po roce 1945 byl souzen československými úřady, odsouzen k trestu smrti a popraven oběšením ve věznici Pankrác v sobotu 15. února 1947 ve 14 hodin 17 minut. Neměl žádné poslední přání a zemřel beze slov.